# Beaurains
Cet article possède des paronymes, voir Beaurain (homonymie), Beauraing, Borin et Beaurainville.
Beaurains est une commune française située dans le département du Pas-de-Calais en région Hauts-de-France. Ses habitants sont appelés les Beaurinois. La commune est membre de la communauté urbaine d'Arras.
La commune de Beaurains (nom officiel depuis 1801) se situe dans le sud-est du département du Pas-de-Calais, elle est limitrophe de la commune d’Arras. C’est une commune de type grand centre urbain selon l'Insee, appartenant à l’unité urbaine d'Arras, avec une population de 5 530 habitants au dernier recensement de 2022.
La commune s'inscrit dans les « paysages des grands plateaux artésiens et cambrésiens » tels qu'ils sont définis dans l'atlas de paysages. Ces paysages constitués de 80 % de cultures sont dominés par les « grandes cultures » de céréales et de betteraves industrielles.
La commune est connue pour la découverte, en 1922, du trésor appelé trésor d'Arras avec 700 monnaies romaines.
À la suite de la Première Guerre mondiale et des destructions subies, la commune est décorée de la croix de guerre 1914-1918.

## Géographie

### Localisation
Localisée dans le sud-est du département du Pas-de-Calais, Beaurains est une commune limitrophe de la commune d’Arras (chef-lieu d'arrondissement et préfecture du Pas-de-Calais).
Le territoire de la commune est limitrophe de ceux de six communes.
Les communes limitrophes sont Achicourt, Agny, Arras, Mercatel, Neuville-Vitasse et Tilloy-lès-Mofflaines.

### Géologie et relief
La superficie de la commune est de 5,99 km2 ; son altitude varie de 70  à   99 mètres.

### Hydrographie
Le territoire de la commune est situé dans le bassin Artois-Picardie. Elle n'est drainée par aucun cours d'eau,.

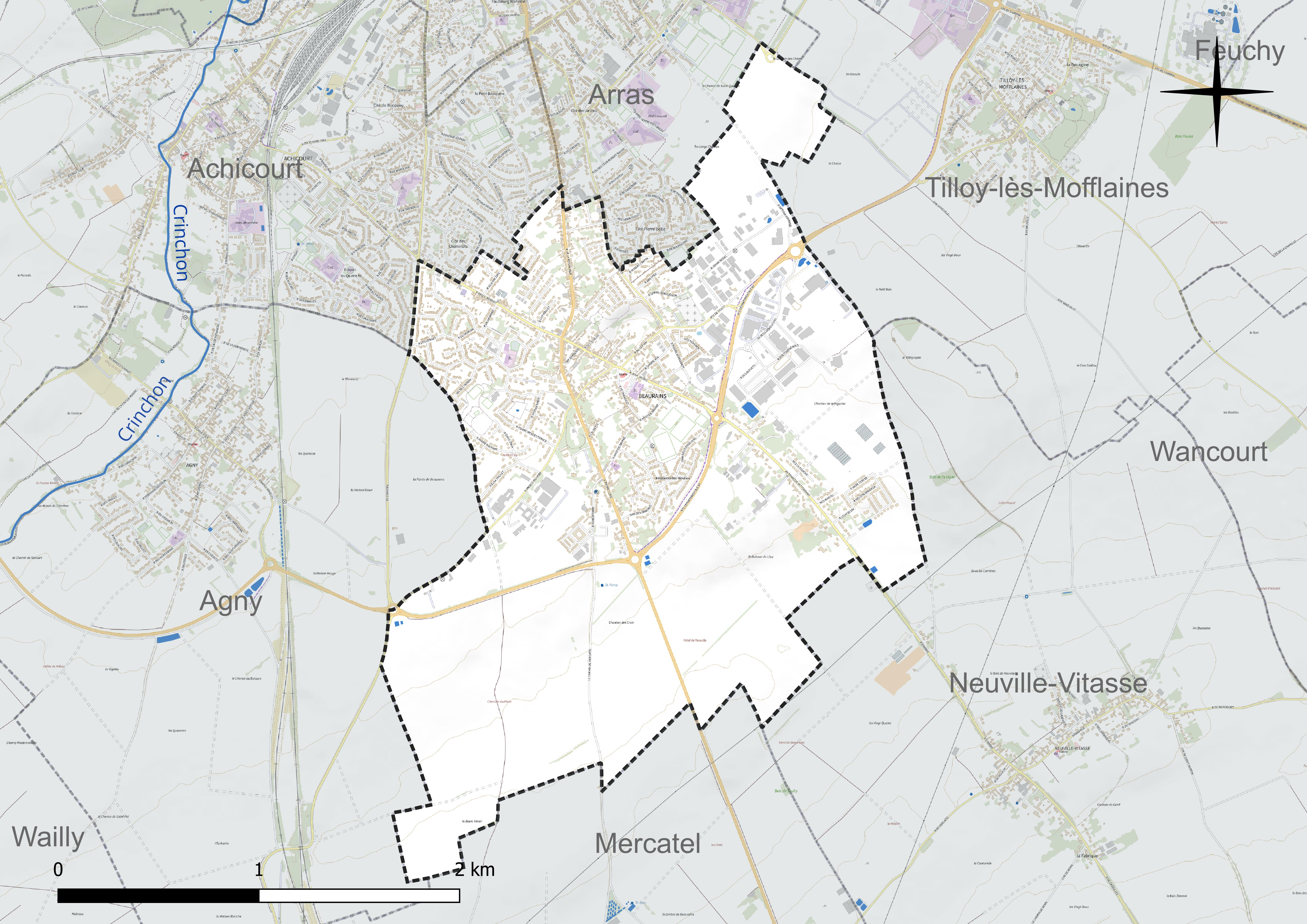
Réseau hydrographique de Beaurains.

### Climat
Pour des articles plus généraux, voir Climat des Hauts-de-France et Climat du Nord-Pas-de-Calais.
En 2010, le climat de la commune est de type climat océanique dégradé des plaines du Centre et du Nord, selon une étude du Centre national de la recherche scientifique (CNRS) s'appuyant sur une série de données couvrant la période 1971-2000. En 2020, Météo-France publie une typologie des climats de la France métropolitaine dans laquelle la commune est exposée à un climat océanique et est dans la région climatique Nord-est du bassin Parisien, caractérisée par un ensoleillement médiocre, une pluviométrie moyenne régulièrement répartie au cours de l'année et un hiver froid (3 °C).
Pour la période 1971-2000, la température annuelle moyenne est de 10,3 °C, avec une amplitude thermique annuelle de 14,1 °C. Le cumul annuel moyen de précipitations est de 759 mm, avec 11,7 jours de précipitations en janvier et 9,1 jours en juillet. Pour la période 1991-2020, la température moyenne annuelle observée sur la station météorologique la plus proche, située sur la commune de Wancourt à 6 km à vol d'oiseau, est de 10,8 °C et le cumul annuel moyen de précipitations est de 711,4 mm,. Pour l'avenir, les paramètres climatiques de la commune estimés pour 2050 selon différents scénarios d'émission de gaz à effet de serre sont consultables sur un site dédié publié par Météo-France en novembre 2022.

### Paysages
Pour un article plus général, voir Paysage en France.
La commune s'inscrit dans les « paysages des grandes plaines arrageoises et cambrésiennes » tels qu'ils sont définis dans l'atlas de paysages de la région Nord-Pas-de-Calais, conçu par la direction régionale de l'Environnement, de l'Aménagement et du Logement (DREAL),.
Ces « paysages des grandes plaines arrageoises et cambrésiennes », qui concernent 238 communes, sont constitués de 80,36 % de cultures, de 8,01 % d'espaces artificialisés avec les communes principales de Cambrai, Caudry, Bapaume et Avesnes-le-Comte, de 7,25 % de prairies naturelles, permanentes, de 3,19 % de forêts et de milieux semi-naturels, 0,77 % de friches industrielles, de 0,38 % de cours d'eau et plan d'eau et de 0,04 % d’espaces industriels. Ces paysages sont dominés par les « grandes cultures » de céréales et de betteraves industrielles qui représentent 70 % de la surface agricole utilisée (SAU).

## Urbanisme

### Typologie
Au 1er janvier 2024, Beaurains est catégorisée grand centre urbain, selon la nouvelle grille communale de densité à sept niveaux définie par l'Insee en 2022.
Elle appartient à l'unité urbaine d'Arras, une agglomération intra-départementale regroupant 15  communes, dont elle est une commune de la banlieue,,. Par ailleurs la commune fait partie de l'aire d'attraction d'Arras, dont elle est une commune du pôle principal,. Cette aire, qui regroupe 163 communes, est catégorisée dans les aires de 50 000 à moins de 200 000 habitants,.

### Occupation des sols
L'occupation des sols de la commune, telle qu'elle ressort de la base de données européenne d'occupation biophysique des sols Corine Land Cover (CLC), est marquée par l'importance des territoires agricoles (56,8 % en 2018), en diminution par rapport à 1990 (69,9 %). La répartition détaillée en 2018 est la suivante : 
terres arables (56,8 %), zones urbanisées (37,1 %), zones industrielles ou commerciales et réseaux de communication (6,1 %). L'évolution de l'occupation des sols de la commune et de ses infrastructures peut être observée sur les différentes représentations cartographiques du territoire : la carte de Cassini (XVIIIe siècle), la carte d'état-major (1820-1866) et les cartes ou photos aériennes de l'IGN pour la période actuelle (1950 à aujourd'hui).

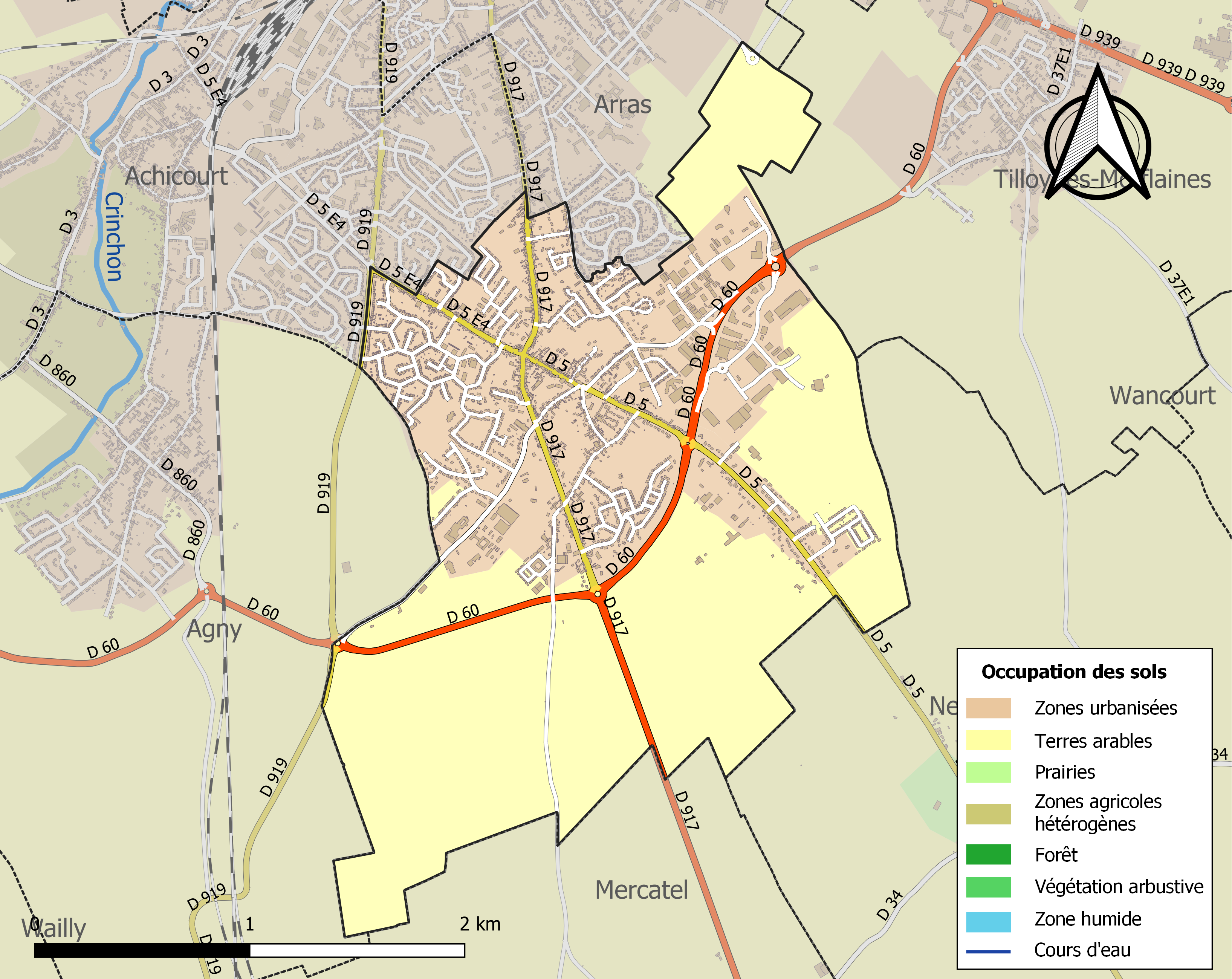
Carte des infrastructures et de l'occupation des sols de la commune en 2018 (CLC).

### Logement
En 2021, le nombre total de logements dans la commune était de 2 633, alors qu'il était de 2 495 en 2015 et de 2 185 en 2010
, soit une progression du nombre total de logements de 20,5 % depuis 2010.
Parmi ces 2 633 logements, 94,9 % étaient des résidences principales, (soit 2 499 logements), 0,4 % des résidences secondaires et 4,7 % des logements vacants. Ces logements étaient pour 75,6 % d'entre eux des maisons individuelles et pour 24,0 % des appartements.
Sur les 2 499 résidences principales, 58,6 % sont occupées par des propriétaires, 40,7 % par des locataires et 0,7 % par des personnes logées gratuitement.
Le tableau ci-dessous présente la typologie des logements à Beaurains en 2021 en comparaison avec celle du Pas-de-Calais et de la France entière. Une caractéristique marquante du parc de logements est ainsi la faible proportion des résidences secondaires et logements occasionnels (0,4 %) par rapport au département (6,5 %) et à la France entière (9,7 %) ainsi que d'une proportion de logements vacants (4,7 %) inférieure à celle du département (7,3 %) et de la France entière (8,1 %).
| Typologie                                               | Beaurains | Pas-de-Calais | France entière |
| ------------------------------------------------------- | --------- | ------------- | -------------- |
| Résidences principales (en %)                           | 94,9      | 86,1          | 82,2           |
| Résidences secondaires et logements occasionnels (en %) | 0,4       | 6,5           | 9,7            |
| Logements vacants (en %)                                | 4,7       | 7,3           | 8,1            |

### Voies de communication et transports

#### Voies de communication
La commune est desservie, par les routes départementales D 5, D 60 (rocade sud d'Arras), D 917 et D 919, et est située à 7 km de la sortie no 15 de l'autoroute A1 reliant Paris à Lille,.

#### Transports
La commune se trouve à 3 km au sud de la gare d'Arras, située sur la ligne de Paris-Nord à Lille. C'est une gare de la Société nationale des chemins de fer français (SNCF), desservie par des TGV inOui et des trains régionaux du réseau TER Hauts-de-France.

## Toponymie
Le nom de la commune est attesté sous les formes Bellirinum… in pago Atravatense en 661 ; Belrinium, Belrenium en 680 ; Beaureng en 1071 ; Belraim en 1074 ; Bealraim de 1154 à 1159 ; Bellus ramus au XIIe siècle ; Belramus en 1194 ; De Pulchro ramo, Biauraim au XIIIe siècle ; Beaurain en 1316 ; Beau-Raims-lez-Arras en 1739 ; Beaurains-lez-Arras au XVIIIe siècle ; Beaureins en 1762 ; Beaurains depuis 1793 et 1801.
Beaurains est un composé Bellus Ramus : sens originaire de « beau rameau ». Mais le sens de rameau s'est élargi et a pu désigner un bois.

## Histoire

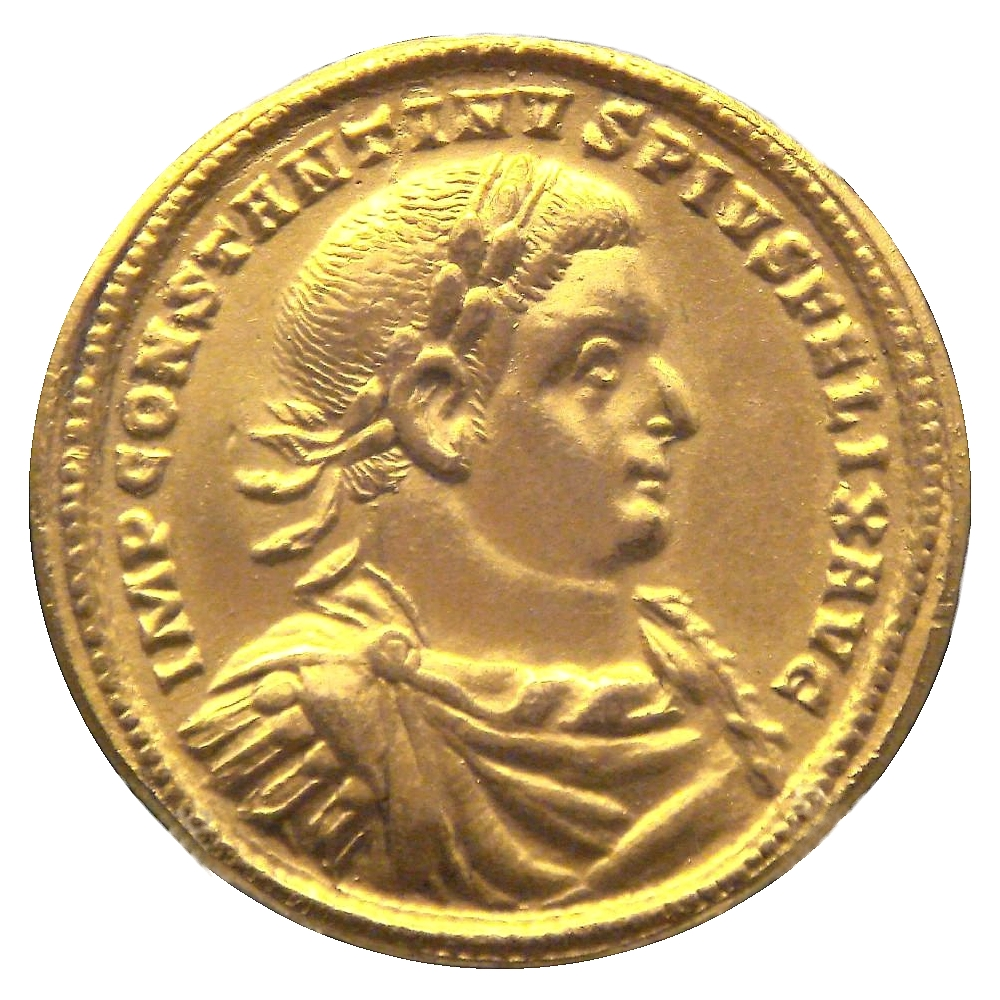
Le trésor de Beaurains.

La première église beaurinoise fut construite en 674. La commune accueillit des maladreries importantes où on soigna notamment le poète Jean Bodel.
Beaurains a donné son nom à une famille dont les descendants ont été anoblis en 1666.

### Famille de Beaurains
- Nicolas de Beaurains a été anobli par lettres données à Saint-Germain en décembre 1666. Natif d'Arras, il appartient à une des plus honnêtes familles de la province d'Artois. Il a rendu et rend de grands services dans les charges qu'il a occupées et occupe encore. Il est procureur général de la ville d'Arras en 1642, puis conseiller au conseil d'Artois en 1657.
- François de Beaurains, son frère, natif d'Arras, est anobli en même temps que son frère. il est conseiller de la ville d'Arras, député des États d'Artois. Il a également été envoyé neuf fois en députation près de la .personne du roi, par le Tiers-État, au nom duquel en 1661, il a fait le premier au roi le serment et l'hommage de fidélité[19].
- Marie Madeleine de Beaurains obtient le 10 janvier 1697 des lettres de relief de dérogeance et de réhabilitation (lettres confirmant son appartenance à la noblesse malgré le fait qu'elle ait dérogé à cet état de noble par son mariage; cette confirmation l'exemptait du versement d'impôts) connées à Versailles. Elle était la fille de Christophe de Beaurains, écuyer, conseiller au conseil d'Artois et la veuve de Gilles Ignace Werbier, avocat, député des États d'Artois, échevin de la ville d'Arras. Elle a demandé ces lettres car son mari étant de condition roturière, elle craignait que les habitants de cette province où elle pouvait se retirer, ne veuillent l'inscrire sur le rôle des personnes devant acquitter les droits ordinaires et autres subsides[20].

### Seigneurs de Beaurains
- Louis le Sergeant II seigneur de Beaurains, d'Hendecourdel (Hendecourt-lès-Ransart), et Oresmaux, bénéficie le 20 juin 1614 de lettres d'anoblissement données à Bruxelles. Il est donc écuyer. Licencié es-lois, avocat au conseil d'Artois, il a été dans le passé échevin d'Arras. Son père Louis   Ier et son grand-père Thomas de Douai ont occupé le même poste d'échevin d'Arras, son père l'étant en 1578-1579, pendant les troubles de la ville où il a fidèlement rempli ses obligations. Louis le Sergeant II s'est livré aux études des belles-lettres puis de la philosophie et de la jurisprudence. Il a épousé Jeanne Denis, fille d'Antoine Denis, chevalier, conseiller au conseil privé du roi et au conseil fiscal des finances des Pays-Bas, au conseil d'Artois[21],[22].
- Louis le Sergeant III, fils de Louis II, est écuyer, seigneur de Beaurains, conseiller du roi et premier élu de l'élection d'Artois. il s'est marié avec Marguerite de Smerpont. Ils sont les parents d'Alexandre-Augustin le Sergeant, écuyer , seigneur de Marsigny, qui a servi dans les armées pendant 12 ans, dont 4 dans le régiment de marine. Alexandre-Augustin a été élevé chevalier par lettres données à Saint-Germain-en-Laye le 3 août 1679[21].
- Jacques François du Carieul, fils de Guillaume du Carieul, par lettres données à Marly le 16 mai 1710, est autorisé à surmonter l'écusson de ses armes anciennes « D'argent à un sautoir de gueules », d'une couronne de cinq fleurons et à prendre pour support deux griffons de sable becqués et armés de gueules. Il est seigneur de Fiefs, Beaurains et Boubers (sans doute Boubers-sur-Canche), gentilhomme d'Artois[23].

### Trésor de Beaurains
Le 21 septembre 1922, on découvrit dans la commune le trésor dit « trésor d'Arras » ou « trésor de Beaurains », comprenant près de 700 monnaies romaines thésaurisées sous la tétrarchie, et enfouies vers 315. Une grande partie fut volée dès la découverte ou dispersée entre les collectionneurs et le peu qui reste se trouve désormais à Arras. Cette dispersion est considérée comme une perte grave pour l'étude numismatique de cette période.

### Première Guerre mondiale
La commune est décorée de la croix de guerre 1914-1918 par décret du 23 septembre 1920, distinction également attribuée à 276 autres communes du Pas-de-Calais.

## Politique et administration

### Découpage territorial
La commune se trouve dans l'arrondissement d'Arras du département du Pas-de-Calais.

#### Commune et intercommunalités
La commune est membre de la communauté urbaine d'Arras qui regroupe 46 communes et totalise 109 776 habitants en 2021.

#### Circonscriptions administratives
La commune est rattachée au canton d'Arras-3.

#### Circonscriptions électorales
Pour l'élection des députés, la commune fait partie de la deuxième circonscription du Pas-de-Calais.

### Élections municipales et communautaires

#### Élections municipales 2020
- Maire sortant : Pierre Ansart (PS)
- 29 sièges à pourvoir au conseil municipal (population légale 2017 : 5 662 habitants)
- 4 sièges à pourvoir au conseil communautaire (CU d'Arras)

|                          |                          |                          |              |              |        |        |  |  |  |
| Tête de liste            | Tête de liste            | Liste                    | Premier tour | Premier tour | Sièges | Sièges |  |  |  |
| Tête de liste            | Tête de liste            | Liste                    | Voix         | %            | CM     | CC     |  |  |  |
|                          | Pierre Ansart,           | PS                       | 1 244        | 68,50        | 25     | 3      |  |  |  |
|                          | Michel Evrard            | SE                       | 572          | 31,50        | 4      | 1      |  |  |  |
|                          |                          |                          |              |              |        |        |  |  |  |
| Votes valides            | Votes valides            | Votes valides            | 1 816        | 95,98        |        |        |  |  |  |
| Votes blancs             | Votes blancs             | Votes blancs             | 30           | 1,59         |        |        |  |  |  |
| Votes nuls               | Votes nuls               | Votes nuls               | 46           | 2,43         |        |        |  |  |  |
| Total                    | Total                    | Total                    | 1 892        | 100          | 29     | 4      |  |  |  |
| Abstention               | Abstention               | Abstention               | 2 331        | 55,20        |        |        |  |  |  |
| Inscrits / participation | Inscrits / participation | Inscrits / participation | 4 233        | 44,80        |        |        |  |  |  |

#### Liste des maires
| Période                                  | Période                    | Identité                   | Étiquette            | Qualité |
| ---------------------------------------- | -------------------------- | -------------------------- | -------------------- | --- |
| Les données manquantes sont à compléter. |                            |                            |                      | |
| mai 1929                                 | 1942                       | Henri Houplain (1892-1972) | SFIO                 | Artisan serrurier |
| Les données manquantes sont à compléter. |                            |                            |                      | |
| 1944                                     | 1947                       | Henri Houplain (1892-1972) | SFIO                 | Artisan serrurier |
| Les données manquantes sont à compléter. |                            |                            |                      | |
| mai 1953                                 | 1961                       | Jean Haniquaut             |                      | |
| mars 1961                                | mars 1989                  | Robert Debande             | MRP puis CD puis UDF | Responsable de cours professionnel Inspecteur d'apprentissage auprès de la Chambre de métiers Vice-président du District urbain de la région d'Arras |
| mars 1989                                | 2004                       | Jean-Louis Cottigny        | PS                   | Député européen (1997 → 1999 et 2004 → 2009) Conseiller général d'Arras-Sud (1992 → 2015) Maire honoraire (2019)                                     |
| 2004                                     | Septembre 2024             | Pierre Ansart              | PS                   | Enseignant Vice-président de la communauté urbaine d'Arras (2018 → ) Réélu pour le mandat 2020-2026,                                                 |
| octobre 2024                             | En cours (au 17 mars 2025) | Cédric Dupond              |                      | |

## Équipements et services publics

### Justice, sécurité, secours et défense
La commune dépend du tribunal judiciaire d'Arras, du conseil de prud'hommes d'Arras, de la cour d'appel de Douai, du tribunal de commerce d'Arras, du tribunal administratif de Lille, de la cour administrative d'appel de Douai et du tribunal pour enfants d'Arras.

## Population et société

### Démographie
Les habitants de la commune sont appelés les Beaurinois.

#### Évolution démographique
L'évolution du nombre d'habitants est connue à travers les recensements de la population effectués dans la commune depuis 1793. Pour les communes de moins de 10 000 habitants, une enquête de recensement portant sur toute la population est réalisée tous les cinq ans, les populations de référence des années intermédiaires étant quant à elles estimées par interpolation ou extrapolation. Pour la commune, le premier recensement exhaustif entrant dans le cadre du nouveau dispositif a été réalisé en 2005.

En 2022, la commune comptait 5 530 habitants, en évolution de −2,93 % par rapport à 2016 (Pas-de-Calais : −0,72 %, France hors Mayotte : +2,11 %).
| 1793 | 1800 | 1806 | 1821 | 1831 | 1836 | 1841 | 1846 | 1851 |
| ---- | ---- | ---- | ---- | ---- | ---- | ---- | ---- | ---- |
| 621  | 634  | 687  | 894  | 943  | 902  | 946  | 921  | 985  |

| 1856 | 1861 | 1866 | 1872 | 1876  | 1881  | 1886  | 1891  | 1896  |
| ---- | ---- | ---- | ---- | ----- | ----- | ----- | ----- | ----- |
| 954  | 929  | 931  | 983  | 1 001 | 1 005 | 1 018 | 1 032 | 1 092 |

| 1901  | 1906  | 1911  | 1921 | 1926 | 1931  | 1936  | 1946  | 1954  |
| ----- | ----- | ----- | ---- | ---- | ----- | ----- | ----- | ----- |
| 1 098 | 1 118 | 1 085 | 675  | 966  | 1 122 | 1 165 | 1 449 | 1 265 |

| 1962  | 1968  | 1975  | 1982  | 1990  | 1999  | 2005  | 2006  | 2010  |
| ----- | ----- | ----- | ----- | ----- | ----- | ----- | ----- | ----- |
| 1 649 | 2 012 | 3 982 | 3 922 | 4 379 | 4 708 | 4 997 | 5 003 | 5 083 |

| 2015  | 2020  | 2022  | - | - | - | - | - | - |
| ----- | ----- | ----- | - | - | - | - | - | - |
| 5 529 | 5 509 | 5 530 | - | - | - | - | - | - |

#### Pyramide des âges
En 2022, le taux de personnes d'un âge inférieur à 30 ans s'élève à 34,2 %, soit en dessous de la moyenne départementale (35,9 %). À l'inverse, le taux de personnes d'âge supérieur à 60 ans est de 26,6 % la même année, alors qu'il est de 25,8 % au niveau départemental.
En 2022, la commune comptait 2 597 hommes pour 2 933 femmes, soit un taux de 53,04 % de femmes, supérieur au taux départemental (51,59 %).
Les pyramides des âges de la commune et du département s'établissent comme suit :
| Hommes | Classe d’âge | Femmes |
| ------ | ------------ | ------ |
| 0,3    | 90 ou +      | 1,4    |
| 6,5    | 75-89 ans    | 9,2    |
| 16,9   | 60-74 ans    | 18,6   |
| 20,8   | 45-59 ans    | 20,9   |
| 18,6   | 30-44 ans    | 18,3   |
| 17,1   | 15-29 ans    | 15,5   |
| 19,8   | 0-14 ans     | 16,2   |

| Hommes | Classe d’âge | Femmes |
| ------ | ------------ | ------ |
| 0,5    | 90 ou +      | 1,6    |
| 5,6    | 75-89 ans    | 8,9    |
| 16,7   | 60-74 ans    | 18,1   |
| 20,2   | 45-59 ans    | 19,2   |
| 18,9   | 30-44 ans    | 18,1   |
| 18,2   | 15-29 ans    | 16,2   |
| 19,9   | 0-14 ans     | 17,9   |

## Économie

### Revenus de la population et fiscalité
En 2021, la commune compte 2 520 ménages fiscaux, regroupant 5 586 personnes.
Le revenu fiscal médian par ménage, le taux de pauvreté des ménages et la part des ménages fiscaux imposés de la commune, du département du Pas-de-Calais et de la métropole sont les suivants :
- le revenu fiscal médian par ménage de la commune est de 22 220 €, supérieur à celui du département du Pas-de-Calais (20 720 €) et inférieur à celui de la France métropolitaine (23 080 €)[Insee 12],[Insee 13],[Insee 14] ;
- le taux de pauvreté des ménages de la commune est de 14 %, de 18,4 % au niveau du département et de 14,9 % au niveau de la métropole[Insee 15],[Insee 16],[Insee 17] ;
- la part des ménages fiscaux imposés dans la commune est de 52 %, de 44,1 % au niveau du département et de 53,4 % au niveau de la métropole[Insee 12],[Insee 13],[Insee 14].

## Culture locale et patrimoine

### Lieux et monuments
- L'église Saint-Martin, construite en 1924, se situe juste derrière la mairie, elle fut à maintes reprises reconstruite, sa dernière destruction totale se situe durant la Première Guerre mondiale.
- L'église du Saint-Curé d'Ars, construite dans les années 1960, se situe dans la cité Pierre-Bolle.
- Le monument aux morts[44].
- Le Beaurains Road Cemetery, cimetière militaire britannique[45].

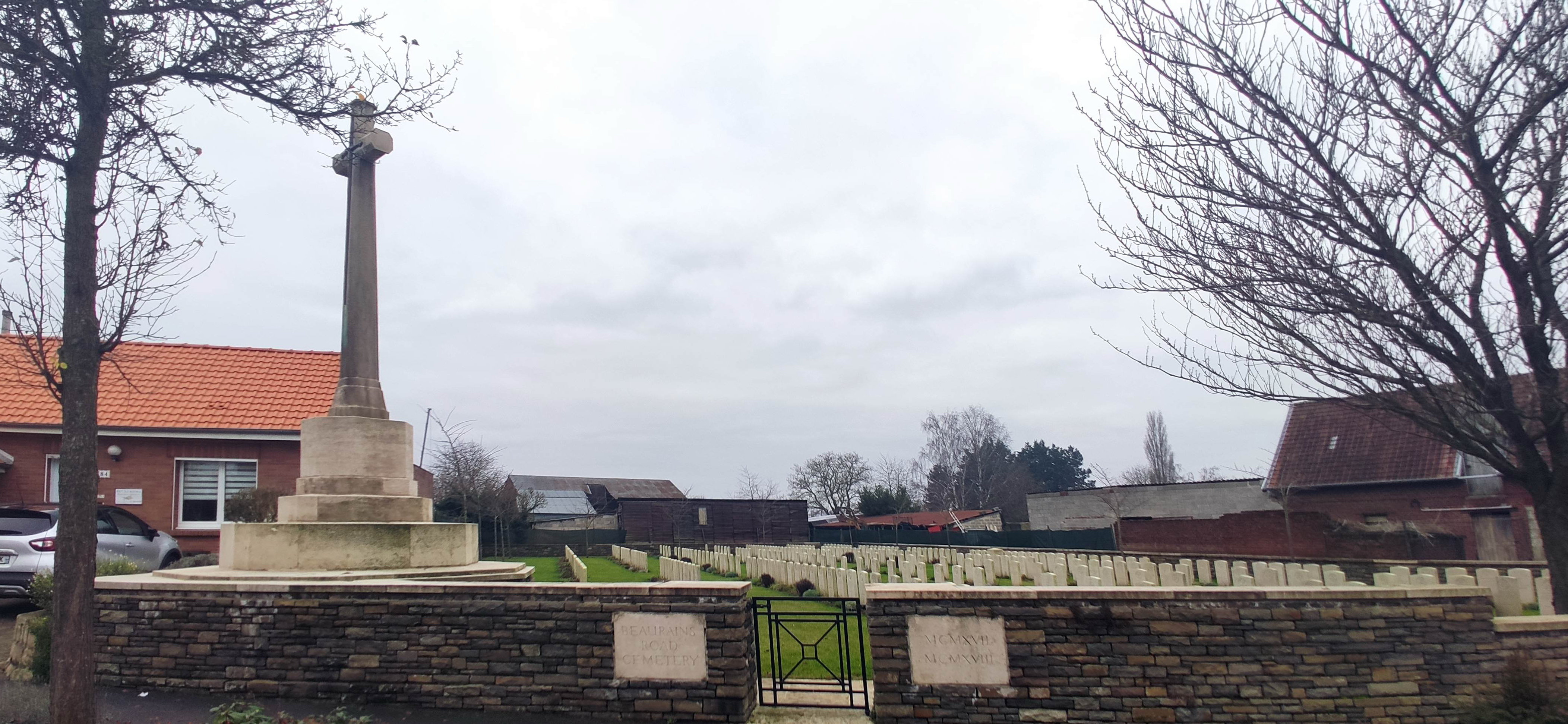
Le cimetière militaire britannique Beaurains Road Cemetery.

### Personnalités liées à la commune
- Jules Catoire (1899-1988), syndicaliste, résistant et homme politique, ministre MRP de la IVe République, né à Beaurains.
- François Bourbotte (1913-1972), footballeur international, mort à Beaurains.
- Lucien Langlet (1927-1985), peintre et vitrailliste, mort à Beaurains.

### Héraldique
| Blason de Beaurains | Blason  | D'argent au sautoir de gueules. Ornements extérieursCroix de guerre 1914-1918 |
| Blason de Beaurains | Détails | Adopté par la municipalité en 1976.                                           |

## Pour approfondir

#### Bases de données, dictionnaires et encyclopédies
- Ressources relatives à la géographie :   - Insee (communes)
  - Ldh/EHESS/Cassini
- Ressource relative à plusieurs domaines :   - Annuaire du service public français
- Ressource relative à la musique :   - MusicBrainz
- Notices d'autorité :   - VIAF
  - BnF (données)
  - Israël